# György Dalos
György Dalos, madžarski pisatelj in zgodovinar judovskega rodu, * 23. september 1943, Budimpešta.

## Življenje in delo
Rojen je bil v Budimpešti in je otroštvo preživel pri babici, ker je njegov oče leta 1945 v delovnem taborišču. Tja so ga poslali zaradi judovskega porekla. Od let 1962 do 1967 je študiral zgodovino na Univerzi Lomonosova v Moskvi, nato pa je delal kot muzeolog v Budimpešti. Dalos je leta 1964 izdal prvi zvezek pesmi. Zaradi maoističnega udestvovanja je bil leta 1968 v zaporu. Ker so ga v njegovem političnem udejstvovanju ovirali, se je izkazal kot prevajalec. Bil je soustanovitelj demokratičnega opozicijskega gibanja na Ogrskem. Važno mesto je bilo kasneje v Hiši Ogrska v Berlinu. Bil je tudi koordinator ogrske tematike na Frankfurtskem knjižnem sejmu. Poleg tega je član mednarodnega sveta Avstrijske službe v tujini.